# Балангир (округ)
Баланги́р (англ. Balangir) или Болангир — округ в индийском штате Орисса. Образован в 1948 году. Административный центр — город Балангир. Площадь округа — 6575 км². По данным всеиндийской переписи 2001 года население округа составляло 1 337 194 человека. Уровень грамотности взрослого населения составлял 55,7 %, что ниже среднеиндийского уровня (59,5 %). Доля городского населения составляла 11,5 %.